# 北门里事件

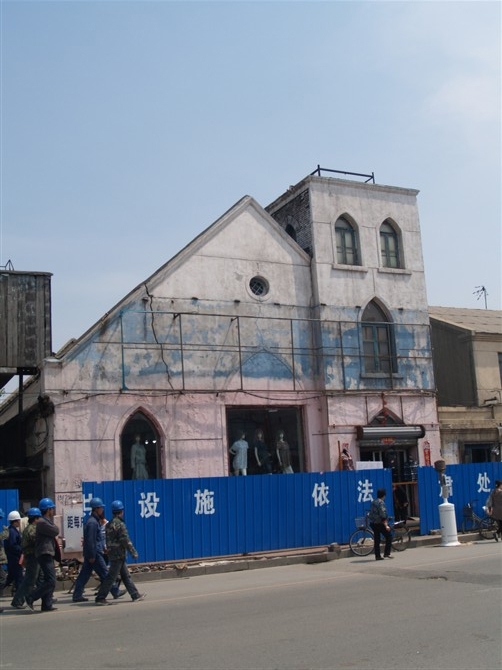
2008年的北门里教堂

北门里教会事件又称为小北门事件，是指關於北门里教会所發生的一連串事件。

## 教會历史
根据《辽宁省宗教志》的记载，1914年，基督复临安息日会亚洲分会（上海）派布道士白德逊牧师，和葛伦散教士，两对夫妇赴沈阳传道。最开始在沈阳市大西门朱家炕租房聚会。1916年（民国五年），白德逊牧师代表基督复临安息日会，在小北门里从锡伯亨手中，购买房舍18间。后建成教堂，名为“北门里教堂”，俗称小北门教堂。
此后，北门里教堂成为基督复临安息日会奉天区会下的教堂。随着历史的发展奉天区会，有不同的名称：
- 1914年至1942年：奉天区会Mukden Mission
- 1942年至1946年：南满区会South Manchurian Mission
- 1946年至1950年：辽安区会Liao An Mission
- 1950年至文革：辽河区会Liao He Mission

大跃进之后，教会失去运作。文革期间，被征收，给沈阳市第二棉被厂用做仓库。
1980年，国务院发布《国务院批转宗教事务局、国家建委等单位关于落实宗教团体房产政策等问题的报告的通知》（国发〈1980〉188号）俗称“188号令”
通知中规定：
　　
　“对外国教会房地产的处理，原则上不由政府出面收回，而是随着宗教界爱国运动的发展，逐渐转移为中国教会所有。”
随后，沈阳市基督教协会先一步取得北门里教堂的控制权。

## 第一次冲突
1995年，沈阳市宗教局将其分配给基督复临安息日会所用。其后，基督教两会，与安息日会之间开始争夺此教堂。后来时任沈阳市宗教局局长，以危房为名，禁止聚会。并允诺，将来此处房产所得收入，将给基督复临安息日会建教堂用。
其后，基督教两会将其出租给不同的商户。期间未将任何盈利给基督复临安息日会。

## 第二次冲突
2009年，北门里教会面临动迁问题，沈阳市基督教协会与沈阳市基督复临安息日会都分别派教友到北门里教堂护卫。基督教协会有两名姐妹被打，基督复临安息日会派出几十名教友，阻止其继续拆迁。沈阳市基督复临安息日会教友此后至今，依然不断地有人24小时守护教堂。

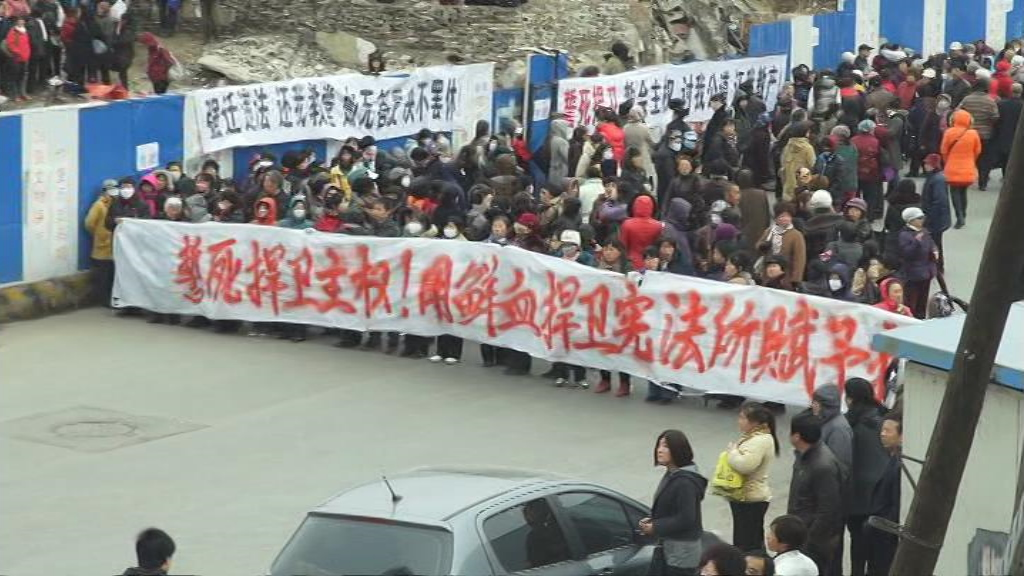
2013年4月13日，教友示威游行

## 第三次冲突
期间，沈阳市基督教两会私下把地卖给房地产开发商，导致，基督复临安息日会教友的强力反对。沈阳市北关教会，代表基督复临安息日会教派表示，北门里教会是属于基督复临安息日会的教产。其教友一直搭建临时住所，看守其北门里教会。
2012年9月，强拆事件导致，大规模冲突，三名教会青年，被警察邀请到皇城派出所协助调查。但是，被带到派出所后，变成拘留，限制其自由。于是导致近百位教友，将皇城派出所围住，冲突达一天之久。后来三名青年被释放。2012年12月，300名青年在北门里教会开始露天聚会。
2013年4月12日，北门里教会最后的墙壁被推倒，导致，冲突加剧。2013年4月13日，北门里教会原址，聚集上千教友，露天聚会。一度导致正阳街交通瘫痪。公安部门派出20辆警车的警力，维持治安。也有微博表示有达到1500人的聚集。
自由亚洲电台报道：沈阳北门里教会被强拆 基督教人士齐谴责2013年4月17日，政府表示，限期48小时撤出疏散人群，否则将动用军警武力清场。最后48小时（页面存档备份，存于）
2013年4月20日晚10点，政府勒令48小时疏散人群后的14个小时后的晚上，有数百名警察，冲进沈阳基督复临安息日会的总部——沈阳北关教会（沈阳市大东区大北关街58甲），砸开大门，并踢开每一个房间，进行检查。据Facebook上面消息，截止至4月21日零时，已经有至少3名青年被捕。教会领袖已经失去联络。
當晚，海外復臨教會發起“為瀋陽北門裡祈禱”運動。
2013年4月21日，多名教会青年被捕，教会堂主任郝雅杰牧师被捕，连同被捕的还有其他教会长老。多名青年被严刑逼供，身体多处，及面部有不同程度的瘀伤。其中有几名青年被控煽动暴力对抗法律法规及暴力对抗法律法规，以行政拘留。
2013年4月24日晚，被关押5天的郝雅杰牧师以及其他教会长老和教会青年人，結束刑事拘留，取保候審。政府担心在周末教会聚会事，几千教友由于教会被抄，牧师在拘而引起更大的事端，故，在周六前把所有人员释放。
2013年4月28日，政府和沈阳市基督复临安息日会北关教会开始进入谈判。在北门里教堂遗址的所有教友撤出。这是北门里教会在动迁以来三年的护堂行动宣布彻底结束。

## 各方观点

### 沈阳市基督教两会
沈阳市基督教两会声称，根据国务院188号令，外国教会房产当归给中国当地教会。

### 沈阳北关教会
沈阳市基督复临安息日会（沈阳北关教会）声称，根据国务院188号令，当地教会，而非基督教组织。基督教协会属于组织，而不属于当地教会。另外，北门里教会本身属于基督复临安息日会，理应归还给沈阳市基督复临安息日会。中国基督复临安息日会官报（页面存档备份，存于）

### 政府方面
北关教会方面表示，沈阳市宗教局，在1995年承诺，应该将其归给北关教会。但是，只是口头凭据，现任领导不予承认。
详见《沈阳市统战部对关于北门里教会的若干意见》。

### 基督复临安息日会全球总会（产权原所有者）
未有官方表态。